# Revenge Is Sweet (film 1912)
Revenge Is Sweet è un cortometraggio muto del 1912. Non si conosce il nome del regista del film che venne prodotto dalla Edison e fu distribuito dalla General Film Company.

## Produzione
Il film fu prodotto dalla Edison Company.

## Distribuzione
Distribuito dalla General Film Company, il film - un cortometraggio di 180 metri - uscì nelle sale cinematografiche degli Stati Uniti il 17 luglio 1912. Nelle proiezioni, veniva programmato con il sistema dello split reel, accorpato in un'unica bobina con un altro cortometraggio prodotto dalla Edison, il documentario The Maple Sugar Industry at Thompson, Pa..